# Burg Ryczyn
Ryczyn (deutsch Ritschen) ist ein Burgwall im Las Ryczyński bzw. Las Odrzański (Oderwald) östlich von Oława (Ohlau) und 30 Kilometer Oder-aufwärts von Breslau.

## Geschichte
Im Mittelalter lag die Burg nahe beim rechten Ufer der Oder, die ihren Lauf seither verändert hat. Sie war keine Fliehburg, sondern diente der Beherrschung des Landes, vorrangig der Kontrolle einer Furt durch die Oder.
Ob sie zu den 15 civitates der Slenzanen gehörte, die in der zweiten Hälfte des 9. Jahrhunderts im Bayerischen Geographen erwähnt wurden, lässt sich nicht überprüfen. Um das Jahr 1000 wurde die Gegend um Ohlau und Ritschen von dem Benediktiner und späteren heiligen Andrzej Świerad lateinisch Andreas Zoerardus missioniert.)
Bei dem heidnischen Aufstand, der 1037 große Teilen Polens und auch Schlesiens erfasste, blieb die Burg christlich. Der Breslauer Bischof Johann, der zunächst nach Smogorzów (Schmograu) geflohen war, zog nach der Besetzung Schlesiens durch den böhmischen Herzog Břetislav I. 1038 nach Ritschen. 1051 setzte ihn Herzog Kasimir I. wieder in Breslau ein.
Die älteste urkundliche Erwähnung von Ritschen findet sich in der Chronica Boemorum des Bischofs Cosmas von Prag aus dem Jahre 1093. Im Jahre 1103 belagerten der böhmische Herzog Bořivoj II. und Svatopluk II. von Olmütz die Burg. 1109 wurde bei der Burg Ritschen ein Feldzug des Kaisers Heinrich V. nach Krakau verhindert.
Im 13. Jahrhundert bekleideten die Kastellane von Ritschen eine hochgeachtete Stellung in Schlesien. Das ergibt sich aus gesiegelten  Urkunden der Herzöge von Schlesien. Im 14. Jahrhundert verlor die Oderfurt bei Ritschen an Bedeutung. Vermutlich deshalb gingen 1340 die Verwaltungsfunktionen der Burg an Ohlau und Brieg über.
Im Jahre 1390 ließ Herzog Ludwig I. von Liegnitz und Brieg in Tischen nach den Gebeinen der sagenhaften ersten Bischöfe von Breslau suchen. Dabei wurden in Ritschen erstmals archäologischen Grabungen in Schlesien durchgeführt.
Bei einem Feldzug des polnischen Königs und litauischen Großfürsten Kasimir IV. Jagiełło 1471 wurden das Dorf und die Kirche bei der Burg zerstört.

## Archäologie
Bei Grabungen von 1958 bis 1962 wurde der Aufbau der Wallanlagen untersucht und die Lage des Friedhofs und der umliegenden ländlichen Siedlungen festgestellt. Daraus wurde geschlossen, dass es eine große Burg und eine kleine Burg gegeben haben wird. Über die Bedeutung der Burg Ritschen bei der Staatsbildung Polens ergaben sich jedoch  keine Erkenntnisse.
Seit 2004 führten Wissenschaftler mehrerer Universitäten und Fachrichtungen erneute Untersuchungen durch. Gefunden wurden Reste eines heidnischen Tempels sowie einer hölzernen und einer steinernen Dorfkirche. Außer auf dem Friedhof fanden sich auch im Hof der großen Burg zahlreiche Gräber, letztere als heidnischer Begräbnisort ähnlich den in Russland gefundenen Kurganen. Auch ein Bootsgrab wurde entdeckt. Die Burg des Kastellans wurde so gut erforscht, dass erwogen wurde, an anderer Stelle eine Rekonstruktion zu errichten.